# Abraham Simpson

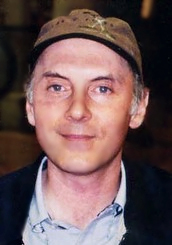
Dan Castellaneta verzorgt de stem van Abraham Simpson

Abraham "Abe" "Grampa" J. Simpson is een personage uit de animatieserie The Simpsons. Hij wordt ingesproken door Dan Castellaneta.
Abraham is de vader van Homer Simpson en daarmee de grootvader van Bart, Maggie en Lisa.

## Biografie
Abraham is geboren in "het oude land" (vermoedelijk Noord-Engeland of Schotland). Volgens eigen zeggen is hij samen met zijn familie naar Amerika geëmigreerd.
Abraham diende in het Amerikaanse leger gedurende de Tweede Wereldoorlog. Zijn exacte rol is niet bekend daar hij nogal eens opschept over zijn rol in het leger. In een aflevering blijkt hij leider te zijn geweest van de Vliegende Hellvissen samen met onder andere Montgomery Burns en Barneys grootvader. Hij was ook niet echt blij met het idee dat hij naar Europa moest om te vechten, en probeerde hier op veel manieren onderuit te komen.
Na de oorlog ontmoette Abraham Mona Simpson, van wie hij in het heden inmiddels vervreemd is geraakt. Met haar kreeg hij Homer. Abraham was niet echt een goede vader voor Homer. Toen Homer zes was moest Mona vluchten nadat ze samen met een paar Hippies het lab van Montgomery Burns had verwoest. Abraham maakte Homer altijd wijs dat Mona was omgekomen.
Voor zijn huwelijk met Mona had Abraham tweemaal een relatie. De eerste was met een Engelse vrouw genaamd Edwina, met wie hij een dochter kreeg genaamd Abie. Hij ontmoette Abie pas toen ze al volwassen was. De tweede was met een niet bij naam genoemde prostituee, met wie hij een zoon kreeg genaamd Herbert. Herbert werd opgegeven voor adoptie, en geadopteerd door een rijke zakenman.
Op zijn oude dag verblijft Abraham inmiddels in het Springfield Retirement Castle, het bejaardentehuis van Springfield, waar hij maar zelden wordt opgezocht door zijn familie. Wel komt hij geregeld onaangekondigd bij de Simpsons langs.
In de aflevering Barthood waarin een deel van het leven van Bart Simpson in het verleden en de toekomst wordt verteld is Abe overleden. Op zijn graf staat: trotste opa en mompelaar. Zijn dood heeft plaatsgevonden tussen Barts 12e en 16e levensjaar. In eerdere toekomstafleveringen was Abe echter nog in leven toen Bart veel ouder was.

## Persoonlijkheid
Abraham is een ietwat demente man die ervan houdt om over vroeger te praten. Hij brengt een groot deel van zijn tijd door met het schrijven van klaagbrieven.

## Werk
Abraham Simpson is inmiddels met pensioen, maar heeft in zijn leven de volgende baantjes gehad:
- Soldaat, piloot en can-can-danser in WWII.
- Nachtwaker bij een cranberry silo gedurende 40 jaar.
- Matador.
- Werknemer bij de Krusty Burger.
- Verwelkomer bij een grote supermarkt
- Schrijver van enkele "The Itchy & Scratchy Show" afleveringen, althans volgens de aftiteling (in werkelijkheid zijn ze geschreven door Bart & Lisa).
- Tonic verkoper.
- Eigenaar van een laserschietbaan.
- Privé-detective

Homer Simpson · Marge Simpson · Bart Simpson · Lisa Simpson · Maggie Simpson · Abraham Simpson · Patty en Selma Bouvier · Jacqueline Bouvier · Mona Simpson · Santa's Little Helper · Snowball II · Familie Bouvier
Jasper Beardley · Comic Book Guy · Eddie en Lou · Maude Flanders · Ned Flanders · Professor Frink · Barney Gumble · Julius Hibbert · Lionel Hutz · Eerwaarde Lovejoy · Kapitein Horatio McCallister · Hans Moleman · Bleeding Gums Murphy · Apu Nahasapeemapetilon · Mayor Joe Quimby · Dr. Nick Riviera · Agnes Skinner · Cletus Spuckler · Squeaky Voiced Teen · Disco Stu · Moe Szyslak · Kirk Van Houten · Luann Van Houten · Chief Clancy Wiggum
Gary Chalmers · Rod en Todd Flanders · Jimbo Jones · Kearney · Edna Krabappel · Otto Mann · Nelson Muntz · Martin Prince · Seymour Skinner · Milhouse Van Houten · Ralph Wiggum · Groundskeeper Willie · andere studenten
Montgomery Burns · Carl Carlson · Lenny Leonard · Waylon Smithers
Itchy en Scratchy · Kent Brockman · Krusty de Clown · Troy McClure · Rainier Wolfcastle · Radioactive Man
Snake · Kang & Kodos · Sideshow Bob · Fat Tony
Treehouse of Horror
Bart vs. the World · Bart Simpson's Escape from Camp Deadly · The Simpsons Arcadespel · Bart vs. the Space Mutants · Bart's House of Weirdness ·Bart vs. The Juggernauts · Krusty's Fun House · Bartman Meets Radioactive Man · Bart's Nightmare · The Itchy and Scratchy Game · Virtual Bart · Bart and the Beanstalk · Itchy & Scratchy in Miniature Golf Madness · Cartoon Studio · Virtual Springfield · Night of the Living Treehouse of Horror · Bowling · Wrestling · Road Rage · Skateboarding · Hit & Run · The Simpsons Game · The Simpsons: Tapped Out
The Simpsons · The Simpsons Pinball Party
Strips: Simpsons Comics · Bart Simpson serie · Itchy & Scratchy Comics · Bart Simpson's Treehouse of Horror · Futurama/Simpsons Infinitely Secret Crossover Crisis
Tijdschrift: Simpsons Illustrated
Boeken: Bart Simpson's Guide to Life · Family Album · Library of Wisdom · Complete Guides · Planet Simpson · The Simpsons and Philosophy
Actiefiguurtjes: World of Springfield
The Simpsons Movie
Bankgrap ·
Canyonero · 
D'oh! · 
Duff Beer · 
Schoolbordgrap · 